# 8 Mile Road
 (novembre 2020).
Si vous disposez d'ouvrages ou d'articles de référence ou si vous connaissez des sites web de qualité traitant du thème abordé ici, merci de compléter l'article en donnant les références utiles à sa vérifiabilité et en les liant à la section « Notes et références ».
La 8 Mile Road, nom courant de la M-102, est une route qui se situe à Détroit dans le Michigan, aux États-Unis.
La route suit la limite entre le comté de Wayne (sud) et les comtés Macomb et d'Oakland (nord). Elle marque la frontière sociale et raciale qui divise l'agglomération de Détroit entre la ville et ses banlieues nord : Au sud, la ville est pauvre (revenu médian de 33 853 dollars et un taux de pauvreté de 26,1%) et peuplée surtout d'afro-américains (81,55% en 2010). Au nord, les banlieues résidentielles sont plus riches (revenu de 75 540 dollars, 5,5% de pauvreté) et habitées par des blancs (à 82,75% pour le comté de Oakland).
Cette division ressentie par les habitants de Détroit trouve son écho dans la culture locale : les rappeurs Eminem, Obie Trice et Danny Brown (tous originaires de Détroit) feront référence à la 8 Mile Road. Le film 8 Mile, avec Eminem et s'inspirant de son parcours, mettra aussi l'accent sur l'impact de cette route dans l'imaginaire collectif à Détroit.

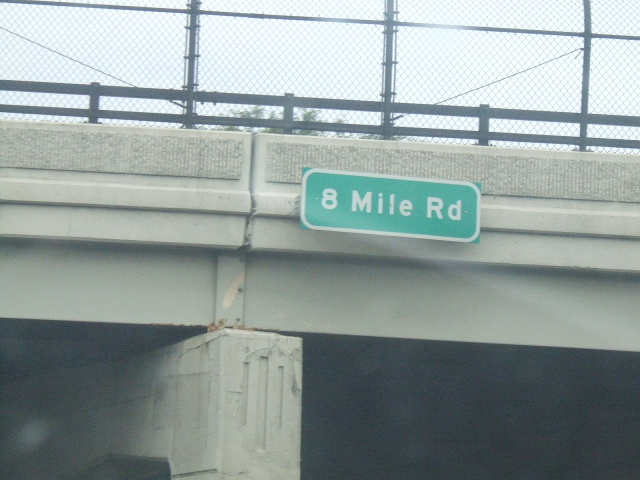
La route.